# Silvy De Bie
Silvy De Bie (Lier, 4 januari 1981) is een Belgische zangeres. Ze is vooral bekend als zangeres van de dancegroep Sylver.

## Muziek

### Silvy Melody
De Bie zette haar eerste stappen in de Vlaamse showbizz als het kindsterretje Silvy Melody. Ze werd op negenjarige leeftijd ontdekt tijdens Walter Capiau's show De Kinderacademie, een entertainprogramma door kinderen op VTM. Daar zong ze Ben, oorspronkelijk gebracht door Michael Jackson. Enige tijd later bracht De Bie onder de naam Silvy Melody een Nederlandse versie van het nummer uit en daarmee was haar carrière begonnen. Een andere grote hit was De telefoon huilt mee, een cover van Le téléphone pleure, oorspronkelijk door Claude François. Ze bracht dit nummer in 1990 met Danny Fabry. Verdere singles waren Waar ben je nu, Hela Sascha (1990), Alle dagen dansen, Nummer één (1991), Liefde is ... (1992), Daar zijn vrienden voor (1993 - met Patrick Van Assche) en de solo-single Hij is zo lief, dat een bewerking was van Everlasting love. Dit lied was in 1968 een hit voor de Britse band Love Affair. In 1990 werkte ze mee aan de kinderelpee Superhits voor kids (met Walter Capiau, Frank Hoelen, Micha Marah en Antoine Vereecken). In 1994 verscheen haar laatste solo-single, Wie is zij. 
Er waren plannen voor een eigen popgroep, The Sprinklies, en een film. Er was al de single Hey, hey Sprinklie. De Belgische regering maakte echter een vroegtijdig eind aan haar succes. Er is namelijk een wet die kinderen onder zestien jaar het werken verbiedt; De Bie was 13.

### Lace
In 1998 probeerde De Bie een comeback met het vriendinnentrio Lace. Het succes beperkte zich echter tot een eenmalig optreden op televisie en de geflopte single Find me an angel.

### Sylver
Na het debacle met Lace werkte De Bie in een schoenenwinkel, tot ze in 2000 Wout Van Dessel ontmoette in discotheek Illusion. Hij zocht een nieuwe zangeres voor het project Liquid, De Bie bood zich aan en in de zomer van datzelfde jaar werd Turn the tide door Liquid feat. Silvy uitgebracht. Het nummer werd een grote hit en stond drie weken op nummer één in de Ultratop 50. In 2001 veranderde de groep van naam in Sylver.
In 2013 stapte De Bie uit de groep.
Begin 2016 besloot de groep om met een reünietournee te starten.

### Sil
In de zomer van 2009 ging De Bie ook solo. Ze bracht de single Love don't come easy uit. In 2014 deed ze mee aan Eurosong met de hit What's the Time in Tokyo?.
| Single met hitnotering(en) in de Vlaamse Ultratop 50 | Datum van verschijnen | Datum van binnenkomst | Hoogste positie | Aantal weken | Opmerkingen |
| ---------------------------------------------------- | --------------------- | --------------------- | --------------- | ------------ | ----------- |
| What's The Time In Tokyo?                            | 2014                  | 15-03-2014            | 32              | 2            |             |

### Gastzangeres
In 2002 was ze gastvocaliste op de r&b-single Sweet dreams van de groep MnC. Het nummer was een cover van Sweet dreams (are made of this) van Eurythmics.
In 2004 scoorde ze een grote hit door samen met Milk Inc. het nummer I don't care te brengen. Het nummer ging over jongens die zich aanstelden en het was een soort dialoog tussen Linda Mertens, zangeres van Milk Inc, en De Bie. Op 20 oktober 2007 bracht een hoogzwangere De Bie het nummer samen met Linda tijdens het televisieprogramma De Provincieshow voor de provincie Antwerpen.
In 2014 stapte ze in De Grietjes, een muziekgroep waarin ze Evi Goffin verving. Eind 2015 stapte ze uit de groep.

#### Hitnoteringen als gastzangeres
| Single met hitnotering(en) in de Vlaamse Ultratop 50 | Datum van verschijnen | Datum van binnenkomst | Hoogste positie | Aantal weken | Opmerkingen   |
| ---------------------------------------------------- | --------------------- | --------------------- | --------------- | ------------ | ------------- |
| Sweet dreams                                         | 2002                  | 24-8-2002             | 18              | 11           | met MnC       |
| I don't care                                         | 2004                  | 14-2-2004             | 3               | 18           | met Milk Inc. |

### Musical Peter Pan
De Bie kroop eind 2012 in de huid van het elfje Tinkerbell in de musicalproductie Peter Pan – The Never Ending Story, een productie van Music Hall waarbij in ieder land een lokale ster in de rol van Tinkelbel kruipt. Voor de Nederlandstalige shows in België was die eer weggelegd voor Silvy. In 2016 was ze opnieuw te zien in de herneming van de musical.

## Persoonlijk
In 2005 trouwde De Bie. In 2007 kreeg het echtpaar een dochter. In 2008 scheidde het paar.
De Bie opende in augustus 2012 een kleding- en accessoireszaak in Antwerpen. Negen maanden later sloot de winkel en later werd De Bie failliet verklaard.

## Trivia
- Het personage Elodie Melody uit de stripreeks De Kiekeboes is een woordspeling op haar artiestennaam Silvy Melody.